# Wasmannia williamsoni
Wasmannia williamsoni är en myrart som beskrevs av Kusnezov 1952. Wasmannia williamsoni ingår i släktet Wasmannia och familjen myror. Inga underarter finns listade i Catalogue of Life.